# Тайсун-Эн-Ахки
Тайсун-Эн-Ахки — река в России, протекает в Шалинском районе Чеченской Республики. Длина реки составляет 16 км. Площадь водосборного бассейна — 78,2 км².
Начинается в буково-грабовом лесу на северном склоне хребта Маштак. Течёт в северном направлении. В среднем и нижнем течении пересыхает. Устье реки находится в 34 км по правому берегу реки Джалка на территории города Шали.
Основной приток — река Мальч-Ахка — впадает справа.

## Данные водного реестра
По данным государственного водного реестра России относится к Западно-Каспийскому бассейновому округу, водохозяйственный участок реки — Сунжа от впадения реки Аргун и до устья. Речной бассейн реки — Реки бассейна Каспийского моря междуречья Терека и Волги.
Код объекта в государственном водном реестре — 07020001312108200006166.